# Nenagh
Nenagh (en irlandais : Aonach Urmhumhan ou simplement An tAonach, littéralement « La Foire d'Ormond » ou simplement « La Foire ») est la deuxième plus grande ville du comté de Tipperary en Irlande avec une population de 8 968 habitants en 2016. La ville est située sur la rivière Nenagh qui se jette dans le fleuve Lough Derg à Dromineer, un centre de nautisme célèbre situé à 9 km au nord-ouest.
Comme son nom en irlandais l'indique, Nenagh fut à l'origine une ville de marché. Elle reste un centre de commerce animé.

## Jumelages
Tonnerre (France) depuis 1990.

## Personnalités liées à Nenagh
- John Desmond Bernal (1901-1971), physicien. Né à Nenagh
- Michael Courtney (1945-2003), archevêque et nonce apostolique au Burundi et mortellement blessé dans une embuscade 29 décembre 2003. Né à Nenagh.
- John Dominic Crossan (1934), historien des religions irlando-américain spécialisé dans le christianisme ancien. Né à Nenagh
- Bernadette Flynn (1979), danseuse. Née à Nenagh.
- John Hayes (1886-1965), athlète américain. Sa famille est originaire de Nenagh.
- Trevor Hogan (1979), international irlandais de rugby à XV. A étudié à la Nenagh CBS.
- Shane MacGowan (1957-2023), musicien et chanteur du groupe The Pogues.
- Matthew McGrath (1875-1941), athlète américain. Né à Nenagh.
- Donnacha Ryan (1983), international irlandais de rugby à XV. Né à Nenagh.
- Donal Ryan (1976-), écrivain.
- Bob Tisdall (1907-2004), athlète. A vécu à Nenagh.
- James Richard Cross (1921-2021), diplomate britannique.
- John Augustus O'Shea (en) (1839-1905), journaliste et correspondant de guerre